# Metiléndioxi-metamfetamin
Az MDMA (3,4-metiléndioxi-N-metamfetamin)  a feniletilamin- és amfetamin-származékok közé tartozó pszichoaktív szer. A köznyelvben ecstasy (magyarul "eki, bogyó, guruló felni, laszti, latyó, foci, labda, kerék") néven terjedt el, általában az utcai, tablettázott formájára utalva, bár ez a kifejezés egyéb szennyezőanyag jelenlétét is feltételezi.
Az MDMA általános hatásai közé tartozik az eufória, a meghittség, empátia érzete és a lecsökkent szorongás. Számos tanulmány – különösen a pszichológia és a kognitív terápia területén – állítja, hogy az MDMA-ban rejlik gyógyászati lehetőség, mivel terápiás ülések alkalmával megkönnyíti a beteg megnyílását, traumáinak újbóli átélését, feldolgozását. Jelenleg is folynak klinikai vizsgálatok, amik az MDMA terápiás lehetőségeit vizsgálják poszttraumatikus stressz szindróma (PTSD) és a halálos végkimenetelű rák okozta szorongás kezelésére.
Az MDMA a legtöbb országban illegális egy ENSZ egyezmény alapján és tartása, előállítása, terjesztése büntetőeljárást von maga után, bár létezik néhány kivétel orvosi, tudományos kutatásra. Az MDMA egyike a legszélesebb körben használt rekreációs drogoknak az egész világon, a szert pszichoterápiás gyökereitől igencsak távol, sokféle környezetben/helyzetben alkalmazzák. Használatát a legtöbb ember a diszkókultúrához, rave partikhoz kapcsolja.

## Orvosi felhasználás
Az USA-ban 2000 óta engedélyezik az olyan súlyos poszttraumás stressz szindrómában szenvedő betegek esetében, akiknél a hagyományos pszichoterápiás kezelés illetve az antidepresszánsok használata nem jár megfelelő eredménnyel, többnyire háborúból visszatért, súlyos traumákat átélt katonák esetében. De nyilván, mint minden kábítószernek, a rászokásnak súlyos következményei vannak. A szorongás csökkenése és az eufória, a meghittség, az empátia érzése gyorsabb függővé válást okoz az olyan fogyasztóknál, akik lelkileg sérültek, akár már 2-3 fogyasztásnál is.  

## Rekreációs használat

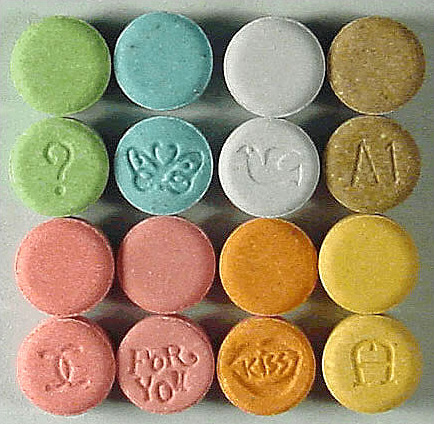
MDMA tartalmú tabletták

Az utcai MDMA leggyakrabban színes, különböző formájú, préselt tablettaként vagy kristályos porként fordul elő, melyet utóbbit esetenként a használók kapszulázhatnak is. A tabletta általában az egyik oldalán figurákat (logó) ábrázol, melyek gyakran divatmárkák (Lacoste, Gucci, Phillip Plein, Chanel), autómárkák (Mercedes-Benz, Mitsubishi, Bugatti), fiktív karakterek (Super Mario, Superman, hupikék törpikék, Sonic) emblémáit és alakjait használják. A leghagyományosabb Ecstasy-szimbólum a smiley (mosolygó arc).
Az Európai Kábítószer- és Kábítószerfüggőség Megfigyelő Központ (EMCDDA) jelentéséből kiderül, hogy bár néhány esetben egy tabletta ára csupán 1 amerikai dollár volt, a legtöbb európai országban 3-5 amerikai dollár a jellemző ár. Az UNODC 2008-as „World Drug Reportja” szerint az USA-ban általában 10-15 dollárt kérnek egy tablettáért, illetve 4-6 dollárt nagy tételű vásárlás esetén. Ausztráliában az MDMA jóval drágább, a mérettől függően 20-50 ausztrál dollár. A tisztasági adatokat tekintve egy ausztrál ecstasy tabletta MDMA tartalma átlagosan 34%, ami legtöbbször 70–85 mg hatóanyagot jelent. A drog különböző piacokról érkezik Ausztráliába, főleg Hollandiából, Nagy-Britanniából, Ázsiából és az USA-ból.

### Polidrog-használat
Az MDMA ismert arról, hogy esetenként pszichedelikus drogokkal, például LSD-vel, pszilocibin gombával, vagy esetleg marihuánával együtt használják. Mivel ez a gyakorlat egyre inkább elterjedt, ezért a különböző kombinációk „beceneveket” kaptak, mint például „candy flipping” (LSD és ecstasy), „hippy flipping” (pszilocibin és ecstasy), vagy „kitty flipping” (ketamin és ecstasy). Sok használó mentolos ízesítésű termékeket fogyaszt az MDMA hatása alatt, mivel ezek serkentik az egyébként lecsökkent nyáltermelést és kellemesen hűvös érzést adnak.
Együttes hatás más drogokkal:
- Marihuána: tompítja az ecstasy mentális hatását. Népszerű kombináció.
- Speed, kokain: veszélyes, a két szer stimuláns hatása összegződik.
- LSD: a Candyflipping-nek nevezett népszerű kombináció. Nincs jelentős, élettanilag veszélyes hatása.
- Alkohol: veszélyes lehet, fokozza a folyadékvesztést, gátolja az ecstasy hatását is.
- Dohány: nincs együttes hatás.
- LSD+marihuána: tripla Candyflipping-nek – vagy Rubik-kockának – nevezett, egyre népszerűbb kombináció. Erősen felfokozott élmény, nagyon erőteljes hallucinációkkal.

### Szubjektív hatások
A speedhez (amfetamin) hasonló, de lényegesen erősebb érzelmi típusú hatása van. Az MDMA hatása általában  kiszámítható, és a használók többségénél azonos. Általában a beszedéstől számított 30-60 perc után észlelhetőek az első tünetek, amik 60-90 perc múltán érik el a csúcsot, majd 2-3 órán keresztül megmarad ez az emelkedett állapot. Ezt néhány órás lejövetel követi, ami alatt a használó fáradtságot és egyéb enyhe tüneteket tapasztalhat.
Az átlagos adag Shulgin első beszámolói szerint 75–150 mg, a klinikai kísérletek 80–120 mg hatóanyagot alkalmaznak. A feketepiaci tabletták MDMA-tartalma változó, az átlagos adag 100 mg körül van, de a tabletták átlagos MDMA-tartalma 150-200 mg körül van (2012-). Az Ecstasy tabletta összhatásaihoz a benne található esetleges más hatóanyagok is hozzájárulhatnak, ezek leggyakrabban amfetamin és koffein. Egyes országokban, például Magyarországon a 2000-es évek közepére jellemző volt egyéb dizájner drogok (pl. mCPP) megjelenése a tablettákban, mely után a tablettapiac jelentősen visszaesett és a "kristályos" (bár gyakran szinte por formájú) MDMA vette át a helyét. 2012 óta azonban jellemzővé vált az igencsak magas MDMA-tartalmú (120–200 mg) tabletták megjelenése, melyek gyakran már nem kerek, hanem egyéb alakúak (pl. gomba, kézigránát, gyémánt).
Az MDMA csökkenti a szervezet egyes mechanizmusait (éhség-, szomjúság-, fáradtságérzet), emeli a testhőmérsékletet és gyorsítja a keringést. Mivel a stimuláns szerek neurotoxikus hatásai a környezeti hőmérséklet emelkedésével fokozódnak, ezért fontos a szervezet időszakos hűtése, például a zsúfolt, fülledt szórakozóhely táncterének elhagyásával és a kiizzadt folyadék pótlásával. Fontos az MDMA-fogyasztásakor elegendő folyadékot inni, körülbelül óránként fél liter vizet (alkohol, energiaitalok és egyéb szénsavas italok nem ajánlottak). A folyadékpótlást nem szabad túlzásba vinni, mert a vér túlzott mértékű felhígulása a sóháztartás felborulásához vezethet, és a víztúladagolás akár halálos is lehet. Figyelembe kell venni azt is, hogy a metabolizmus serkentése és a folyadékpótlás jobban terhelheti a folyadékkiválasztást végző veséket is.
Az MDMA-t a CYP2D6 májenzim bontja le, és bár a népesség 3-10%-ánál gyengébb ennek az enzimnek a működése, az MDMA mégsem okoz májproblémákat ebben a csoportban sem. Az Ecstasy nem csak a meglévő alaphangulatot fokozza annak irányától függetlenül, hanem egyértelműen euforizáló hatású, jóérzést okozó, a társas kapcsolódást jutalmazó hatású szer. Bár e hatások legtöbbször pozitívak, de bizonyos körülmények között kockázatokkal is járhatnak: átgondolatlan cselekedetek, túlzott önbizalom, szokásosnál nagyobb jóhiszeműség mások/ismeretlenek iránt, csökkent veszélyfelmérési képességek, biztonságos viselkedés elhanyagolása (pl. védekezés nélküli szex), stb.
Az MDMA túladagolása, főleg más stimulánsokkal keverve, ún. szerotonin-szindrómához vezethet, mely a szapora pulzus és nagyon magas vérnyomás miatt életveszélyes is lehet. Az MDMA-ra a szokásos alkalmi rekreációs használat mellett nem jellemzőek elvonási tünetek, bár a dopaminerg hatás elmúltával a felhasználók a következő néhány napban enyhe-közepes levertségről és kedvtelenségről számolnak be. Az illegális előállítás miatt a tablettáknak esetenként ismeretlen hatóanyagtartalmuk van, ez tovább növelheti a nem-kívánt hatások (pl. disszociatív, hallucinogén) kockázatát. Az MDMA lilás színnel reagál a (kénsavból és formaldehidből álló) Marquis-reagensre, ennek segítségével tehát egyszerűen kimutatható az MDMA hiánya egy tabletta-darabkában vagy kis mennyiségű porban.
A pozitív hatások mellett a felhasználók a különféle hatásokról számoltak be: állkapocs összeszorulása, fogcsikorgatás, megnövekedett izomtónus, zavaros látás, stb.
Noha az MDMA egyáltalán nem okoz az alkoholhoz hasonló, fejfájással és émelygéssel járó másnaposságot, a fogyasztók levertségről, fejfájásról, fáradtságról, álmosságról, fájó állkapocsról, egyensúlyvesztésről számoltak be, amik a szer bevétele után még napokig tartottak. Feltételezhető azonban, hogy ezek az utóhatások nem elsősorban az MDMA-val, hanem leginkább annak használati környezetével függenek össze: hétvégi buli, éjszakázás, többórás táncolás okozta fizikai megterhelés, kevés evés és vízivás, esetleges alkoholfogyasztás, kiizzadva és alulöltözve megfázás, alvásritmus eltolódása, kialvatlanság, majd a szürke és/vagy stresszes hétköznapokba való visszatérés kontrasztja a kellemes hétvégi bulizáshoz képest. Nem túl meglepő módon a hivatalos klinikai kísérletekben résztvevő, napközben, zárt téren, stabil szobahőmérsékleten, ülve vagy fekve MDMA-t fogyasztók nem számoltak be ehhez hasonló utóhatásokról.
Extrém és ritka esetekben az MDMA használata halálhoz is vezethet, melynek leggyakoribb okai a víz-túladagolás, korábbról meglévő szívbetegség, vagy gondatlanság miatt bekövetkező baleset lehet. Az MDMA halálos dózisa emberen nem ismert, de az állatkísérleteken alapuló becslések alapján kb. 10–20 mg/testtömegkilogramm nagyságrendűre becsült (ez tehát 70 kg testtömegű embernél kb. 7-14 db átlagos erősségű tablettát jelent szájon át és egyszerre fogyasztva).
Az MDMA legáltalánosabb hatásai:
- Általános és szubjektív tudatállapot változás
- Erős belső béke és önelfogadás
- Lecsökkent agresszió, rosszindulat és féltékenység
- Lecsökkent félelem, szorongás és érzelmi bizonytalanság
- Extrém hangulat-emelkedés, sokszor eufóriával kísérve
- Empátia, részvét és megbocsátás érzése mások iránt
- Bizalom, vagy akár szeretet érzése mások iránt
- Emelkedett önbizalom
- Képesség olyan témák megbeszélésére, amik egyébként szorongást váltanának ki
- Minden testi érzék felerősödése (látás, hallás, tapintás, szaglás, ízlelés)
- Lényeges javulás a zene értékelésében
- Enyhe pszichedelikus hatások, audiális és vizuális torzulások
- Stimuláció, hiperaktivitás, megnövekedett energia és kitartás (pl. sok használó „irányíthatatlan vágyat érez a táncolásra” a drog hatása alatt)
- Megnövekedett éberség és tudatosság
- Csökkent fájdalomérzékelés

## Mellékhatások
2001 januárjában Lichti, Gamma és Vollenweider a Psychopharmacology című szakfolyóiratban egy összefoglalást publikált az MDMA szubjektív mellékhatásairól. Tanulmányuk 74 egészséges önkéntes több éven át tartó klinikai vizsgálata segítségével született. A kutatók számos általános mellékhatást találtak. A leggyakoribbak a koncentrációs nehézség, fogcsikorgatás (alvás közben is), étvágytalanság, szájszárazság, szomjúság voltak (mindezek a használók több, mint 50%-ánál jelentkeztek). Liechti és társai továbbá mérték a tesztalanyok egy részének vérnyomását, pulzusát és testhőmérsékletét egy placebo csoport eredményeivel összehasonlítva, de nem észleltek jelentős eltéréseket.
A Johns Hopkins Medical School 2008-as kutatása enyhe, de jelentős korrelációt talált az MDMA-használat és a kognitív zavar között, de ehhez az eredményhez a tesztalanyok egyéb kábítószer-használata is hozzájárulhatott. Ám a tanulmány fontosabb eredménye, hogy patkányoknál a többszöri használat visszafordíthatatlanul csökkenti a agyi szerotonin transzporter fehérje (SERT) sűrűségét, ami memóriakódolási problémákat okozhat. Felmerül a kérdés, hogy az emberi agyban is hasonló változásokat okozhat-e az MDMA használat, mindenesetre nehéz a patkányokon végzett kísérletek eredményét emberekre is általánosítani. A legújabb kutatási eredmények (2014-től) viszont sorra igazolják ezeket az eredményeket.
A Harvard Medical School 2011-ben publikált tanulmánya azonban nem talált semmilyen kognitív teljesítménycsökkenésre utaló jelet az MDMA használóknál. A szerzők hangsúlyozzák azon véleményüket, hogy a korábbi kutatások vezetői túl nagy jelentőséget tulajdonítottak statisztikailag elhanyagolható eredményeknek és a kutatási módszereik megbízhatósága kapcsán is felvetnek néhány kérdést.

### Utóhatások
Az MDMA akut hatásainak elmúltával jelentkező tünetek:
- Pszichológiai
  - Jókedv
  - Elzárkózás a külvilágtól
  - Hirtelen hangulatváltozások, akár több hétig is kihathat az érintett személyre
  - Nem tudja a tetteit indokolni
  - Nem kíván egyéb pszichoaktív drogokat
- Fiziológiai
  - Szédülés, szórakozottság[18]
  - Étvágytalanság[19]
  - Hányinger, székrekedés
  - Álmatlanság[19]
  - Kimerültség[18][20]
  - Állkapocs-fájdalom (a fogcsikorgatás következtében)[18][21][22]

### Túladagolás
Túladagolás esetén potenciálisan súlyos tünetegyüttesek léphetnek fel, mint például a szerotonin szindróma, a stimuláns pszichózis és/vagy a hipertóniás krízis. Tüneteik:
- Pszichológiai:
  - Dezorientáció, zavarodottság
  - Remegés[23][24] nyugtalanság[24] és paranoia[23]
  - Hallucinációk,[20][23][24] delúziók[25]
  - Retrográd/anterográd amnézia[26]
- Fiziológiai
  - Izommerevség[24]
  - Nem akaratlagos rángatódzás[23]
  - Hiperreflexia: túlságosan aktív reflexek[27]
  - Hiperaktivitás[23]
  - Hipertónia[23][24]
  - Tachycardia, szívritmuszavar[24]
  - Tachypnoea, gyors légzés és/vagy dyspnea, légszomj
  - Erős szívdobogás[24]
  - Angina pectoris, erős mellkasi fájdalom[28]
  - Vasculitis, érgyulladás[29]
  - Kardiotoxicitás[30]
  - Szívroham[31][32][33]
  - Vérrög, stroke[34][35]
  - Súlyos hyperthermia[36][37]
  - Eszméletvesztés[38]
  - Veseleállás[24]
  - Kóma[23] vagy halál[38]

## Kémia

Az MDMA 3D-s modellje

Az MDMA egy fenetilamin-származék, pontosabban egy gyűrű-helyettesítéssel kapott metamfetamin.

Az MDMA kifejlesztése tudatos gyógyszertervezés eredménye, mivel vegyészeti előállítása egy előre pontosan megtervezett, új szerkezetű molekula létrehozására irányul (szemben például a növényekben is megtalálható alkaloidák szintetikus úton történő "leutánzott" előállításával).

## Farmakológia
Az MDMA növeli a szerotonin, dopamin és noradrenalin kibocsátását, és/vagy egyúttal gátolja visszavételüket. Szerkezetileg valamennyire hasonlít a meszkalinhoz, de nem rendelkezik hallucinogén hatással, ehelyett stimuláns hatású. Az MDMA farmakológiai hatásai az amfetaminok és meszkalin hatásának kombinációi, de szubjektív hatásaira az "empatogén" (együttérzést fokozó) és az "entaktogén" (társas együttlétet könnyítő) jelzőket használják, melyek egyedi módon csak erre a szerre jellemzőek.

## Történelem
1912-ben a Merck Company szintetizálta először Németországban, de a vegyületet csupán a konkurenciával szembeni versenyelőny biztosítása végett szabadalmaztatta, nem hasznosította. Az első toxikológiai vizsgálatok csak az 1950-es években történtek meg állatkísérletekben. Ekkortájt a CIA is kísérletezett a vegyület emberre gyakorolt pszichoaktív hatásaival. Alexander Shulgin vegyész 1965-ben újra felfedezte a szakirodalomban az elfelejtett szert, és egy egyszerűbb szintéziseljárást dolgozott ki az előállítására. A többi hasonló amfetaminszármazékkal együtt az MDMA is csak marginálisan terjedt el, pszichoaktív hatásairól Shulgin és Nichols először 1978-ban jelentettek meg szakcikket. Az 1980-as években elkezdték használni az MDMA-t a pszichoterápiában, mert növelte a páciens önértékelését és megkönnyítette a kommunikációt a pszichiáterrel. Ugyanakkor rekreációs használata robbanásszerűen elterjedt az USA-beli (elsősorban Dallas, Texas) éjszakai klubokban, sőt postai úton, ingyenes telefonszámon keresztül megrendelve is kapható volt. Ekkortájt történt az „Ecstasy” fantázianév kitalálása is; az MDMA fogyasztását havi félmillió tablettára becsülte a DEA.
A pozitív hatások ellenére az U.S. Drug Enforcement Agency 1985-ben az MDMA-t úgy sorolta be, mint „Schedule I drug”, a lehetséges visszaélések, a klinikai alkalmazások hiánya, és a társadalmi morális pánik miatt. A szerotonerg idegvégződések károsodását kísérleti állatokban leginkább már csak a szer betiltása után mutatták ki, de a legerősebb neurotoxicitást bizonyítani igyekvő kísérlet (Ricaurte et al., 2002) módszertanilag annyira elhibázott volt, hogy a szerzők és a szaklap később visszavonták az erről szóló szakcikket.
Mindezek ellenére, az 1980-as évek közepe óta az MDMA népszerű droggá vált az éjszakai klubokban és „rave” partikon, az elérhető enyhe stimuláns hatás, az eufória, a megnövelt önbizalom és a „kitágult tudat” miatt.

## Jogi státusz
A kábítószer birtoklását, fogyasztását és kereskedelmét Magyarországon a törvény szigorúan tiltja és bünteti.

## Fordítás
- Ez a szócikk részben vagy egészben  a   MDMA című angol Wikipédia-szócikk fordításán alapul.  Az eredeti cikk szerkesztőit annak laptörténete sorolja fel. Ez a jelzés csupán a megfogalmazás eredetét és a szerzői jogokat jelzi, nem szolgál a cikkben szereplő információk forrásmegjelöléseként.